# 松永務
松永 務（まつなが つとむ、1958年2月24日 - ）は、日本の建築家。アーキテクツデスク会長。アトリエMアーキテクツを主宰して活動展開中。静岡産業技術専門学校建築科講師。広島県広島市生まれ。

## 略歴
1981年 日本大学理工学部建築学科卒業後､一色建築設計事務所。1990年、同事務所取締役。1998年「アトリエM」を設立し､一色建築設計事務所のパートナーオフィスという形式をとる。1999年 同社退社。2000年 一級建築士事務所アトリエMアーキテクツ設立。2000年から、静岡産業技術専門学校非常勤講師、トヨタ自動車スチールハウスアドバイザー。2001年、米国大使館／国土交通省後援のAF&PA 全米林産物製紙協会他主催の第5回日米住宅シンポジウムで講演。2007年よりアーキテクツデスク会長。

## 受賞歴
池田の家／自邸兼アトリエで、2001年　平成12年度静岡県住まいの文化賞優秀賞受賞。

## メディア出演
2005年より、朝日放送製作、テレビ朝日系リフォーム番組「大改造!!劇的ビフォーアフター」に、「匠・森の木の代弁者」として10回出演。2005年3月6日放送の「リフォーム100軒記念スペシャル・娘が窓の外で寝る家」で初出演を果たし、2009年10月11日の放送では、番組初の著名人依頼物件となる内藤大助の夫人実家兼店舗住宅を担当。「カニ歩きで入る家」として放送された。また、2010年3月7日と4月25日の放送では、小島よしおの母の喫茶店を担当。「人前で服を脱ぐ店」として放送された。

## 主な作品
- 池田の家／自邸兼アトリエ
- 小鹿の家
- 城東町の家
- 娘が窓の外で寝る家（2005年）[1]
- お風呂が透ける家（2006年）[2]
- お腹がつっかえる家（2007年）[3]
- カニ歩きで入る家（2009年、内藤大助の妻の実家リフォーム）[4]
- 人前で服を脱ぐ店（ゆんたくドリンクスペース O2・ハッピー、沖縄県久米島町・2010年）[5][6]
- 6畳に孫7人が寝る家（2011年、静岡県富士市）[7]
- 窓を開けてはならない家（2012年、東京都八丈島）[8]
- 立ち退きを迫られた店（ゆんたくドリンクスペース O2・ハッピー、沖縄県久米島町・2015年）[9]
- 営業再開を急ぐ店（ゆんたくドリンクスペース O2・ハッピー、沖縄県久米島町・2015年）[10]
- 繁盛しすぎて困る店（ゆんたくドリンクスペース O2・ハッピー、沖縄県久米島町・2015年）[11]
- 雨も土も降る家（2016年、沖縄県波照間島）[12]
- 借金で潮漬けされた島（2017年、長崎県詩島、さだまさし所有）[13]
- ほぼ外で寝る家（2019年、山梨県富士吉田市）[13]
- 物置になった家（2020年、静岡県静岡市、ポツンと一軒家とコラボ）
- 2階が傾いた家（2023年、神奈川県川崎市）